# ماریانا دردریان
ماریانا سیروات دردریان (ارمنی: Մարիանա Սիրվատ Դերդերյան انگلیسی: Mariana Sirvat Derderián Espinoza؛ زادهٔ ۱۵ ژانویهٔ ۱۹۸۰) بازیگر ارمنی‌تبار اهل شیلی است.
وی در یک خانواده ارمنی در کارکاس ونزوئلا زاده شد. در اواخر دهه ۱۹۹۰ به همراه خواهر بزرگ اش به شیلی نقل مکان نمود.
ماریانا سیروات دردریان در دوران نوجوانی خود علاقه‌مند به بازیگری شد و در سال ۱۹۹۹ با بازی در تئاتر و تلویزیون آغاز به کار کرد. وی پس از آن در بسیاری از فیلم‌ها و سریال‌های تلویزیونی در شیلی بازی کرد و به یکی از محبوب‌ترین هنرپیشه‌های این کشور تبدیل شد. همچنین، ماریانا سیروات دردریان فعالیت‌هایی در زمینهٔ موسیقی نیز داشته و آلبوم‌هایی را منتشر کرده است.